# 6947 Andrewdavis
6947 Andrewdavis è un asteroide della fascia principale. Scoperto nel 1981, presenta un'orbita caratterizzata da un semiasse maggiore pari a 2,3981693 UA e da un'eccentricità di 0,0629377, inclinata di 3,88140° rispetto all'eclittica.